# Österrikes Grand Prix 1978
Österrikes Grand Prix 1978 var det tolfte av 16 lopp ingående i formel 1-VM 1978.  

## Rapport
Loppet stördes av ett häftigt regnväder. Mario Andretti i Lotus snurrade av redan på första varvet och Nelson Piquet och Jody Scheckter gjorde det samma tidigt i loppet. Under varv sju inträffade en seriekrock som medförde att loppet rödflaggades. Tävlingen startades om och fullföljdes och resultatet blev sedan en summering av de två delarna. Vädret fortsatte dock att påverka fortsättningen av loppet. Regnet gjorde banan hal vilket gjorde att fler förare körde av. 
Ronnie Peterson i Lotus, som startade från pole position, tog ledningen i loppet och klarade sig bland annat därför från olyckor. Efter att ha tappat ledningen återtog han den på det 29:e varvet och behöll den in i mål. På andra plats kom Patrick Depailler i Tyrrell ca 47 sekunder efter och på tredje plats Gilles Villeneuve i Ferrari ca 1:40 bakom.

## Resultat
1. Ronnie Peterson, Lotus-Ford, 9 poäng
2. Patrick Depailler, Tyrrell-Ford, 6
3. Gilles Villeneuve, Ferrari, 4
4. Emerson Fittipaldi, Fittipaldi-Ford, 3
5. Jacques Laffite, Ligier-Matra, 2
6. Vittorio Brambilla, Surtees-Ford, 1
7. John Watson, Brabham-Alfa Romeo
8. Brett Lunger, BS Fabrications (McLaren-Ford)
9. René Arnoux, Martini-Ford

### Förare som bröt loppet
- Clay Regazzoni, Shadow-Ford (varv 50, för få varv)
- Keke Rosberg, Theodore (Wolf-Ford) (49, för få varv)
- Patrick Tambay, McLaren-Ford (40, olycka)
- Hans-Joachim Stuck, Shadow-Ford (33, olycka)
- Jean-Pierre Jabouille, Renault (31, växellåda)
- Niki Lauda, Brabham-Alfa Romeo (27, olycka)
- Didier Pironi, Tyrrell-Ford (20, olycka)
- James Hunt, McLaren-Ford (7, olycka)
- Alan Jones, Williams-Ford (7, olycka)
- Riccardo Patrese, Arrows-Ford (7, olycka)
- Harald Ertl, Ensign-Ford (7, olycka)
- Hector Rebaque, Rebaque (Lotus-Ford) (4, olycka)
- Nelson Piquet, BS Fabrications (McLaren-Ford) (4, olycka)
- Jody Scheckter, Wolf-Ford (3, olycka)
- Mario Andretti, Lotus-Ford (0, olycka)

### Förare som diskvalificerades
- Derek Daly, Ensign-Ford (varv 41, tog emot extern hjälp)
- Carlos Reutemann, Ferrari (28, tog emot extern hjälp)

### Förare som ej kvalificerade sig
- Arturo Merzario, Merzario-Ford
- Jochen Mass, ATS-Ford
- Rupert Keegan, Surtees-Ford
- Hans Binder, ATS-Ford

### Förare som ej förkvalificerade sig
- Rolf Stommelen, Arrows-Ford